# 泰瑞莎·曼澤拉
泰瑞莎·曼澤拉（英語：Theresa Manzella，1964年11月26日—）是美國共和黨籍政治人物，現為蒙大拿州參議院議員。2015至2021年間為蒙大拿州眾議院議員。

## 經歷
2015至2021年間是蒙大拿州眾議院議員。2017年當選為蒙大拿州眾議院多數黨黨鞭，並擔任眾議院自然資源委員會副主席。
在2016年美國總統選舉共和黨初選中，曼澤拉先是支持泰德·克魯茲，在克魯茲退出競選後，她轉而支持唐納·川普。
2019年，曼澤拉提出了兩項旨在放寬兒童疫苗接種規定的法案（HB 574和HB 575），但最終都未能通過。
2020年當選為蒙大拿州參議院議員。
2021年，曼澤拉提出了一項旨在監管社群媒體平台的法案，該法案受到蒙大拿州公共服務委員會的支持；但未能通過。

## 外部連結
- 官方网站 （英文）
- 泰瑞莎·曼澤拉的X（前Twitter） （英文）